# Derwick Associates
Derwick Associates es una empresa de servicios  terciaria venezolana de ingeniería encargada en la instalación y ensamblaje de plantas de generación de electricidad. La Compañía ha ejecutado 11 polémicos proyectos en Venezuela que sumados han incrementado en 1.216 MW la capacidad de generación para el país. Derwick Associates ha sido denunciada por irregularidades y cobros excesivos del gobierno venezolano y haciendo contrato de terceros para realizar proyectos otorgados por el estado.

## Historia corporativa
En 2008 fue registrado en  Barbados con el nombre 	 Derwick Associates Corporation. La empresa fue registrada en Venezuela el 28 de octubre de 2009. Su capital suscrito es de Bs. 500.000 actualmente inhabilitada.   En Estados Unidos fue registrada en diciembre de 2010, bajo el nombre de	 Derwick Associates USA LLC. El registro de Estados Unidos se canceló en 2012. y en enero de 2011 en España con el nombre de Derwick Associates International SRL.
En diciembre de 2013, Derwick Associates recibió el premio a la “Mejor Iniciativa Empresarial en Latinoamérica”, otorgada por la Revista Capital, una publicación de origen español. El premio ponía de relevancia la construcción del CTT (Centro Tecnológico de Turbinas) levantado por Derwick en el área industrial de Guácara, Estado de Carabobo, y que cuenta con 10.000 m² de garaje, oficinas y una zona de formación. No paso mucho tiempo cuando resaltaron las denuncias de corrupción por parte de la Asamblea Nacional y del Ministro Navarro.

## Fundadores
- Leolpoldo Alejandro Betancourt López [11] Accionista;  Economista Internacional
- Pedro Trebbau López     .[12] Accionista; Bioquímico
- Francisco Convit Guruceaga[13] Accionista
- Domingo Guzmán López (director)[14]
- Orlando Alvarado vicepresidente de Finanzas Accionista[14]

## Contratos de construcción de plantas eléctricas en Venezuela
El primer proyecto de la firma fue la adjudicación de 11 contratos para la construcción de plantas termoeléctricas en Venezuela durante los años 2009 y 2010. Era una empresa inicial favorecida sin contar con experiencia en la rama de electricidad ni de estudios de anteproyectos de ingeniería. Cuatro de los contratos fueron otorgados por Electricidad de Caracas (que en diciembre de 2011 pasó a formar parte de Corpoelec), cinco de Petróleos de Venezuela SA (PDVSA, negociados con Bariven, una división de PDVSA), y uno otorgado por Corporación Venezolana de Guayana (CVG). A día de hoy, 11 de los 12 contratos ya han sido finalizados.
| Cliente   | Número | Planta termoeléctrica | Estado     | Energía(MW ISO) |
| --------- | ------ | --------------------- | ---------- | --------------- |
| CVG       | 1      | Sidor Planta A        | Bolívar    | 181             |
| CORPOELEC | 2      | La Raisa I            | Miranda    | 180             |
| CORPOELEC | 3      | La Raisa II           | Miranda    | 100             |
| CORPOELEC | 4      | Guarenas I            | Miranda    | 108             |
| CORPOELEC | 5      | Guarenas II           | Miranda    | 48              |
| CORPOELEC | 6      | Margarita (*)         | N. Esparta | -               |
| CORPOELEC | 7      | Picure                | Vargas     | 140             |
| PDVSA     | 8      | Las Morochas          | Zulia      | 22              |
| PDVSA     | 9      | Barinas I             | Barinas    | 100             |
| PDVSA     | 10     | El Furrial            | Monagas    | 232             |
| PDVSA     | 11     | Morichal              | Monagas    | 105             |

(*) Conversión de ciclo simple a dual.
En febrero de 2013, el periódico venezolano El Nacional publicó que Derwick fue responsable del aumento de la capacidad de generación de energía en el área metropolitano de Caracas.
En diciembre de 2013, un fallo en desprendimiento de un conductor en la línea 765 ocasionó un apagón a nivel nacional. La capital fue la primera en recuperarse, gracias al llamado blindaje eléctrico de Caracas formado por cinco plantas construidas por Derwick (Picure, Guarenas I and II, y La Raisa I and II).

## Polémicas y conflictos legales

### Investigaciones independientes
La primera denuncia de irregularidades cometidas por Derwick Associates se produjo en 2011 cuando el periodista del diario venezolano Últimas Noticias César Batiz publicó una serie de investigación alegando cobros excesivos en las transacciones entre BARIVEN y Derwick Associates. Días más tarde, el diputado electo a la Asamblea Nacional de Venezuela, Enrique Márquez, pidió una investigación de cómo se adjudicaron los contratos a Derwick. Según Reporteros sin Fronteras y el Instituto de Prensa y Sociedad, los periodistas que han cubierto las acusaciones sobre Derwick Associates han recibido «amenazas, presiones, ofertas de soborno» o han sido censurados en la Internet en Venezuela. El exministro de Energía Eléctrica, Héctor Navarro, manifestó que descubrió óxido en turbinas instaladas por Derwick,  La empresa respondió que el 80% de las turbinas que instaló eran nuevas y que el 20% restante habían sido reacondicionadas a cero horas e inspeccionadas con conocimiento del cliente. Navarro también acusó a Derwick de tráfico de influencias por la relación de directivos de la empresa con el hijo del viceministro de electricidad y expresidente de Electricidad de Caracas, Javier Alvarado Ochoa, también expresidente de la extinta Bariven filial de PDVSA. Pedro Trebbau declaró que estudió en el mismo colegio que el hijo de Alvarado y que solicitó una reunión con su padre, pero negó trato de favor. Afirmó que su oferta fue la más baja que la de su competencia y que solo les adjudicaron un 6% del total de las obras bajo la emergencia eléctrica.
El 11 de diciembre de 2017, efectivos de la Dirección General de Contrainteligencia Militar ejecutan un allanamiento en las oficinas de Derwick en Caracas debido a las investigaciones por sobreprecio en la compra de plantas eléctricas.
El 27 de enero de 2020, efectivos del Servicio Bolivariano de Inteligencia Nacional detienen en Venezuela al directivo de Derwick, Francisco Convit.

### Demandas
En julio de 2013, el empresario y ex-embajador de EE.UU en Venezuela Otto Reich, presentó una demanda civil en la Corte Federal de Nueva York, alegando que Derwick Associates y sus directores le habían difamado y causado perdidas en su negocio. Esta demanda se fue enfriando en 2016 a través de un acuerdo confidencial. Sin embargo esta demanda fue desestimada en mayo de 2017 por no conseguir demostrar que los acusados tenían establecida su residencia en Nueva York y el juez comentó en su sentencia que Reich trató de denigrar el sistema judicial con sus acusaciones.
En marzo del 2014, en una segunda demanda, el abogado de derechos humanos y presidente de Human Rights Foundation (HRF) Thor Halvorssen Mendoza demanda a Derwick Associates y sus directivos acusándoles de haber difamado y dañado su reputación. En su demanda Halvorssen también alegó que Derwick y sus directivos pagaron un soborno de 50 millones de dólares a Diosdado Cabello Rondón, presidente de la Asamblea Nacional de Venezuela. Las acusaciones fueron negadas por Joe DeMaria, el abogado de Derwick y por el banco venezolano Banesco, supuesto receptor del ingreso.
Esta demanda fue desestimada el 10 de septiembre de 2019 por falta de pruebas.

### Investigaciones del Departamento de Justicia de los Estados Unidos
En marzo del 2016 el fiscal estadounidense Preet Bharara solicitó formalmente información a 18 bancos suizos sobre posibles transacciones por parte de representantes de Derwick en el marco de una investigación más amplia por supuestos sobornos cobrados por la petrolera venezolana PDVSA. Según declaraciones de un representante de Derwick tras revisar las cuentas bancarias de la empresa la investigación ha sido suspendida. por tratarse de blanqueo de capitales. En el escrito judicial se señala que Darwin remitió decenas de  remesas por 200 millones de dólares entre 2009 y 2013 a diferentes bancos suizos. En 2013 incursionaron en la explotación de pozos petroleros en el Zulia estando de presidente de PDVSA Rafael Ramírez Carreño a través de Petrozamora cuyo capital está conformado por la Corporación Venezolana de petróleo (60%) y Gazprombank Latin America Ventures (40%) propiedad de Betancourt y sus socios. El 4 de septiembre del 2017 se ordenó por parte de la Fiscalía la detención de ocho gerentes entre los cuales esta Eulogio Del Pino tras la denuncia por parte de los rusos por cobros de comisiones y sabotajes